# Sebastian Wirdig
Sebastian Wirdig (* 1613 in Torgau; † 17. April 1687 in Rostock) war ein deutscher Mediziner und Professor für Physik und Medizin in Dorpat.

## Leben
Sebastian Wirdig studierte in Wittenberg, Leipzig und Königsberg. 1641 studierte er als Magister an der Universität Rostock. Nach seinem Studium war er Professor der Physik und Medizin an der Universität Dorpat, wo er 1651 promovierte. 1650 bis 1651 war er Rektor der Universität. Wirdig kehrte 1654 zurück nach Rostock und hielt Vorlesungen zur Chemie. Von 1655 bis 1687 war er hier auch als Professor der Medizin tätig. Gleichzeitig war er Leibarzt des Herzogs Gustav Adolfs in Güstrow.
Seine Schrift Nova Medicina spirituum curiosa, die häufig nachgedruckt wurde und noch 1707 in deutscher Übersetzung erschien, machte ihn als Spiritist und Rosenkreuzer verdächtig, und er musste sich einer Untersuchung seines Werkes durch die theologische und medizinische Fakultät der Universität Wittenberg und eine herzogliche Kommission unter Michael Siricius unterziehen.

## Werke
- De Modestia Et Magnanimitate (Dissertation). 1651
- Nova Medicina Spirituum Curiosa. 1673 (Digitalisat)